# ولبورن (فلوریدا)
ولبورن (به انگلیسی: Wellborn) یک منطقهٔ مسکونی در ایالات متحده آمریکا است که در شهرستان سوانه، فلوریدا واقع شده‌است. ولبورن ۲٬۷۲۴ نفر جمعیت دارد و ۵۷٫۹۱ متر بالاتر از سطح دریا واقع شده‌است.